# Шафран долинный
Шафран долинный (лат. Crocus vallicola) — клубнелуковичное травянистое многолетнее растение, вид рода Шафран (Crocus) семейства Ирисовые, или Касатиковые (Iridaceae).

## Распространение и экология

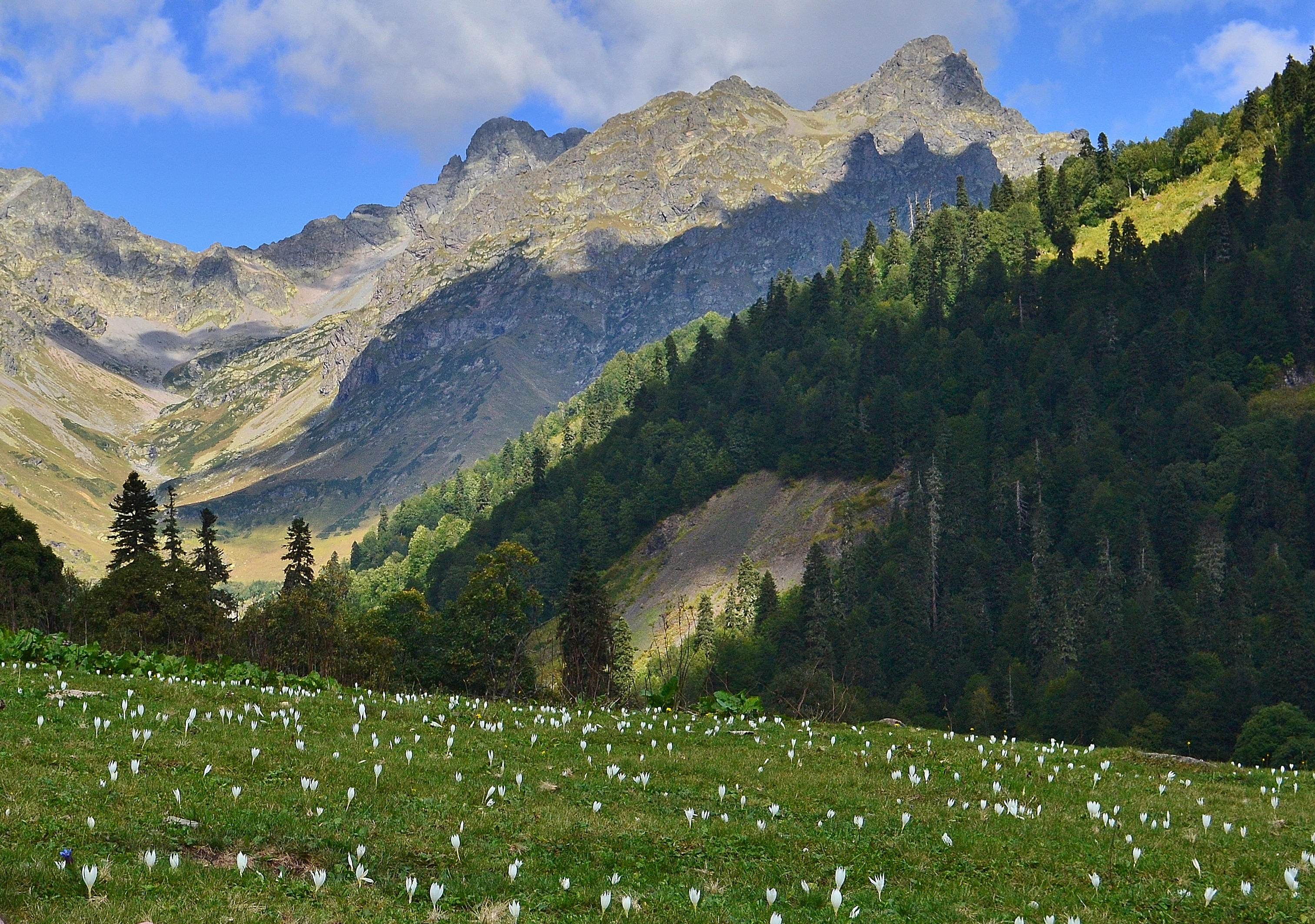
Crocus vallicola. Шафран долинный в естественных условиях. Кавказ. Авадхара

В диком виде произрастает в Малой Азии и на Кавказе.
Растёт на высокогорных лугах. Предпочитает богатые, не слишком сухие почвы, пастбища.

## Ботаническое описание
Растение высотой 5-12 см.
Клубнелуковица плоскоокруглая, диаметром 1,3—2 см, прикрыта тонкой волокнистой оболочкой.
Листья начинают отрастать в апреле, засыхают в начале июня.
Цветки белые, появляются в безлистном состоянии в конце августа — середине сентября. Околоцветник длиной около 6 см, эллиптическое, ланцетные, заострённые на верхушке; пыльники бледные; рыльца короткие, почти цельные, оранжевые.

## Таксономия
Вид Шафран долинный входит в род Шафран (Crocus) подсемейства Crocoideae семейства Ирисовые (Iridaceae) порядка Спаржецветные (Asparagales).
|  |                                      |  |                                                             |                                                             |                    |  | ещё 24 семейства (согласно Системе APG II) | ещё 24 семейства (согласно Системе APG II)   |                                              |  |  |  | ещё около 30 родов | ещё около 30 родов  |  |  |
|  |                                      |  |                                                             |                                                             |                    |  | ещё 24 семейства (согласно Системе APG II) | ещё 24 семейства (согласно Системе APG II)   |                                              |  |  |  | ещё около 30 родов | ещё около 30 родов  |  |  |
|  |                                      |  |                                                             | порядок Спаржецветные                                       |                    |  |                                            |                                              | подсемейство Котовниковые                    |  |  |  |                    | вид Шафран долинный |  |  |
|  |                                      |  |                                                             | порядок Спаржецветные                                       |                    |  |                                            |                                              | подсемейство Котовниковые                    |  |  |  |                    | вид Шафран долинный |  |  |
|  | отдел Цветковые, или Покрытосеменные |  |                                                             |                                                             | семейство Ирисовые |  |                                            |                                              | род Шафран                                   |  |  |  |                    |                     |  |  |
|  | отдел Цветковые, или Покрытосеменные |  |                                                             |                                                             |                    |  |                                            |                                              |                                              |  |  |  |                    |                     |  |  |
|  |                                      |  | ещё 44 порядка цветковых растений (согласно Системе APG II) | ещё 44 порядка цветковых растений (согласно Системе APG II) |                    |  |                                            | ещё 4 подсемейства (согласно Системе APG II) | ещё 4 подсемейства (согласно Системе APG II) |  |  |  | ещё около 80 видов |                     |  |  |
|  |                                      |  |                                                             | ещё 44 порядка цветковых растений (согласно Системе APG II) |                    |  |                                            |                                              | ещё 4 подсемейства (согласно Системе APG II) |  |  |  |                    |                     |  |  |